# Liste du patrimoine culturel immatériel de l'humanité au Koweït
Cet article recense les pratiques inscrites au patrimoine culturel immatériel au Koweït.

## Statistiques
Le Koweït ratifie la convention pour la sauvegarde du patrimoine culturel immatériel le 9 avril 2015. La première pratique protégée est inscrite en 2019.
En 2024, le Koweït compte 5 éléments inscrits au patrimoine culturel immatériel, 4 sur la liste représentative et 1 sur le registre des meilleures pratiques de sauvegarde.

## Listes

### Liste représentative
Les éléments suivants sont inscrits sur la liste représentative du patrimoine culturel immatériel de l'humanité :
| Élément                                                                              | Type | Subdivision | Année | Lien  | Notes | Illus. |
| ------------------------------------------------------------------------------------ | --- | ----------- | ----- | ----- | --- | ------ |
| Les connaissances, savoir-faire, traditions et pratiques associés au palmier dattier | connaissances et pratiques concernant la nature et l'univers savoir-faire liés à l'artisanat traditionnel |             | 2019  | 01509 | Partagé avec l'Arabie saoudite, Bahreïn, l'Égypte, aux Émirats arabes unis, l'Irak, la Jordanie, le Maroc, la Mauritanie, Oman, la Palestine, le Qatar, le Soudan, la Tunisie et le Yémen            |        |
| Le tissage traditionnel Al Sadu (en)                                                 | savoir-faire liés à l'artisanat traditionnel                                                              |             | 2020  | 01586 | Partagé avec l'Arabie saoudite |        |
| La calligraphie arabe : connaissances, compétences et pratiques                      | pratiques sociales, rituels et événements festifs savoir-faire liés à l’artisanat traditionnel            |             | 2021  | 01718 | Partagé avec l'Arabie saoudite, l'Algérie, Bahreïn, l'Égypte, les Émirats arabes unis, l'Irak, la Jordanie, le Liban, la Mauritanie, le Maroc, Oman, la Palestine, le Soudan, la Tunisie et le Yémen |        |
| Le henné : rituels, esthétique et pratiques sociales                                 | pratiques sociales, rituels et événements festifs savoir-faire liés à l'artisanat traditionnel            |             | 2024  | 02116 | Partagé avec l'Algérie, l'Arabie saoudite, Bahreïn, l'Égypte, les Émirats arabes unis, l'Irak, la Jordanie, le Maroc, la Mauritanie, Oman, la Palestine, le Qatar, le Soudan, la Tunisie et le Yémen |        |

### Patrimoine immatériel nécessitant une sauvegarde urgente
Le Koweït ne compte aucun élément listé sur la liste du patrimoine immatériel nécessitant une sauvegarde urgente.

### Registre des meilleures pratiques de sauvegarde
Le Koweït compte une pratique listée au registre des meilleures pratiques de sauvegarde :
| Élément                                                                  | Type                                         | Subdivision | Année | Lien  | Notes | Illus. |
| ------------------------------------------------------------------------ | -------------------------------------------- | ----------- | ----- | ----- | ----- | ------ |
| Le programme éducatif Al Sadu : former les formateurs à l'art du tissage | savoir-faire liés à l'artisanat traditionnel |             | 2022  | 01905 |       |        |